# Patrick Geddes

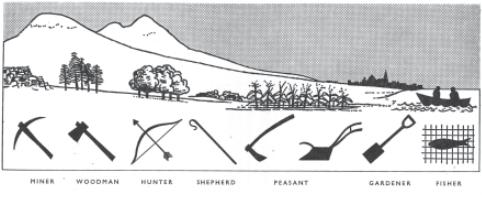

Patrick Geddes (2. října 1854 – 17. dubna 1932) byl skotský biolog, sociolog, filantrop a průkopník urbanismu. Mezi jeho počiny patří zavedení konceptu „region“ do architektury a plánování a zavedení termínu „konurbace.“ Jakožto zapálený frankofil se stal zakladatelem Collège des Écossais v Montpellier ve Francii.

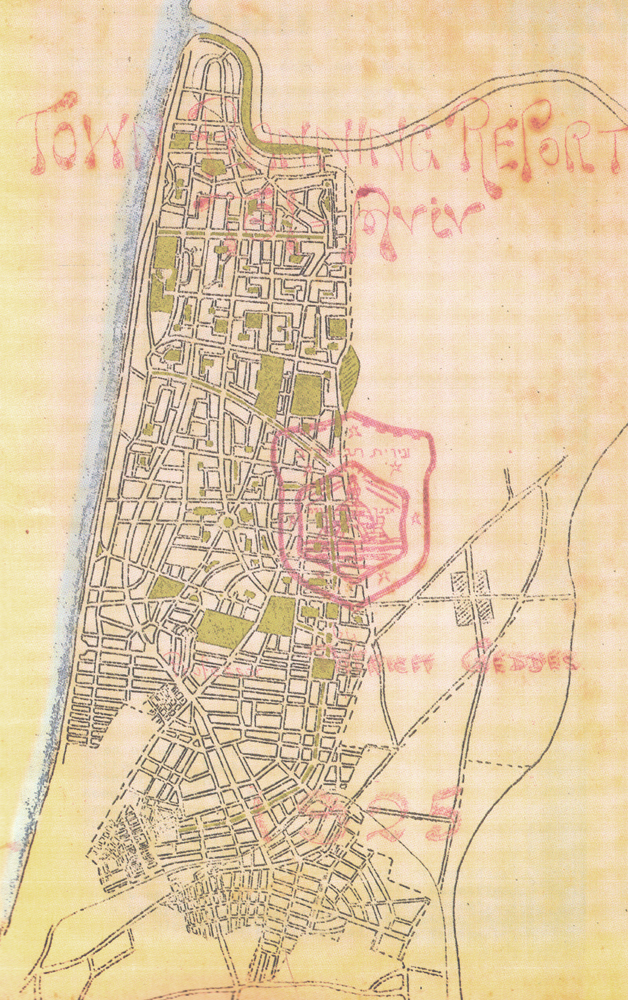
Masterplan na Tel Aviv, 1925